# Caparica (Almada)
A Freguesia de Caparica é uma freguesia portuguesa do Município de Almada, com 11,01 km² de área e 20 454 habitantes (2011), tendo, assim, uma densidade populacional de 1 857,8 habitantes/km². A sua sede é a vila de Monte de Caparica.
A sua Junta de Freguesia foi extinta em 2013, no âmbito de uma reforma administrativa nacional, tendo sido agregada com a freguesia de Trafaria, para formar uma União de Freguesias denominada União das Freguesias de Caparica e Trafaria da qual é a sede a povoação de Monte de Caparica, que foi elevada à categoria de vila em 27 de setembro de 1985.

## Localização geográfica
A Freguesia de Caparica confina a norte pelo rio Tejo, a ocidente pela Trafaria e Costa de Caparica, a este pelo Pragal e a sul pela Sobreda e da Charneca de Caparica.
Esta freguesia não deve ser confundida com a vizinha Costa de Caparica (zona de praias), pois esta freguesia não tem qualquer praia no oceano, sendo o seu litoral apenas banhado pelo Tejo.

## População
| População da freguesia de Caparica | População da freguesia de Caparica | População da freguesia de Caparica | População da freguesia de Caparica | População da freguesia de Caparica | População da freguesia de Caparica | População da freguesia de Caparica | População da freguesia de Caparica | População da freguesia de Caparica | População da freguesia de Caparica | População da freguesia de Caparica | População da freguesia de Caparica | População da freguesia de Caparica | População da freguesia de Caparica | População da freguesia de Caparica |
| ---------------------------------- | ---------------------------------- | ---------------------------------- | ---------------------------------- | ---------------------------------- | ---------------------------------- | ---------------------------------- | ---------------------------------- | ---------------------------------- | ---------------------------------- | ---------------------------------- | ---------------------------------- | ---------------------------------- | ---------------------------------- | ---------------------------------- |
| 1864                               | 1878                               | 1890                               | 1900                               | 1911                               | 1920                               | 1930                               | 1940                               | 1950                               | 1960                               | 1970                               | 1981                               | 1991                               | 2001                               | 2011                               |
| 6 181                              | 6 820                              | 6 785                              | 8 015                              | 8 205                              | 8 813                              | 6 908                              | 7 356                              | 8 575                              | 10 363                             | 14 323                             | 23 620                             | 17 090                             | 19 327                             | 20 454                             |

Com lugares desta freguesia foi criada a freguesia da Trafaria (decreto nº 12.432, de 07/10/1926), a freguesia da Sobreda (Lei n.º 124/85,  de 4 de Outubro), e a freguesia da Charneca da Caparica (Lei n.º 125/85,  de 4 de Outubro)
| Distribuição da População por Grupos Etários | Distribuição da População por Grupos Etários | Distribuição da População por Grupos Etários | Distribuição da População por Grupos Etários | Distribuição da População por Grupos Etários | Distribuição da População por Grupos Etários | Distribuição da População por Grupos Etários | Distribuição da População por Grupos Etários | Distribuição da População por Grupos Etários | Distribuição da População por Grupos Etários |
| -------------------------------------------- | -------------------------------------------- | -------------------------------------------- | -------------------------------------------- | -------------------------------------------- | -------------------------------------------- | -------------------------------------------- | -------------------------------------------- | -------------------------------------------- | -------------------------------------------- |
| Ano                                          | 0-14 Anos                                    | 15-24 Anos                                   | 25-64 Anos                                   | > 65 Anos                                    |                                              | 0-14 Anos                                    | 15-24 Anos                                   | 25-64 Anos                                   | > 65 Anos                                    |
| 2001                                         | 3 293                                        | 3 291                                        | 10 467                                       | 2 276                                        |                                              | 17,0%                                        | 17,0%                                        | 54,2%                                        | 11,8%                                        |
| 2011                                         | 3 370                                        | 2 394                                        | 11 470                                       | 3 220                                        |                                              | 16,5%                                        | 11,7%                                        | 56,1%                                        | 15,7%                                        |

Média do País no censo de 2001:  0/14 Anos-16,0%; 15/24 Anos-14,3%; 25/64 Anos-53,4%; 65 e mais Anos-16,4%
Média do País no censo de 2011:   0/14 Anos-14,9%; 15/24 Anos-10,9%; 25/64 Anos-55,2%; 65 e mais Anos-19,0%

## História
Ao que parece a história de Caparica deve remontar ao período de dominação romana que ocorreu por toda a Península Ibérica. A Caparica teria para os Romanos, um valor semelhante a Alcochete, Montijo ou Sesimbra, porque essas localidades eram atravessadas.
O topónimo aparece na documentação régia, pela primeira vez, numa carta de aforamento de D. Dinis de «um herdamento reguengo de pão que é = em Caparica = , o qual herdamento foi do Comendador de Almada» em 1298.
A freguesia foi criada em 1472 através de bula papal de Sisto IV.

## Topónimo
A palavra Caparica ao que parece deriva do latim  cappar, cappari ou capparis, este por sua vez proveniente do grego kapparis que significa alcaparra. Desta forma, Caparica será portanto o lugar onde existem alcaparras, o alcaparral.
Segundo os especialistas, dado existirem no concelho de Almada uma maior incidência de étimos de origem latina, parece que Caparica provavelmente derive do latim. Não se pode, contudo excluir a sua origem árabe,  a partir de al-kabbara que, por sua vez deriva do latim.
A tradição vulgar faz derivar o termo duma lenda associada a uma capa rica; assim, de caparrica acabaria por derivar a moderna Caparica.

## Localidades
Faziam parte da freguesia da Caparica as seguintes localidades:
- Vila Nova de Caparica
- Capuchos
- Funchalinho
- Areeiro de Caparica
- Granja
- Fómega
- Alcaniça
- Raposo
- Pêra
- Monte de Caparica
- Torre de Caparica
- Fonte Santa
- Serrado
- Pilotos
- Costas de Cão
- Banática
- Porto Brandão
- Lazarim

## Actividades económicas
- Serviços
- Construção civil
- Indústria petrolífera
- Agricultura (número reduzido)

## Património
- Convento dos Capuchos
- Igreja de Nossa Senhora do Monte de Caparica
- Capela da Nossa Senhora do Bom Sucesso
- Fortaleza do Porto Brandão
- Casa de Bulhão Pato
- Forte de São Sebastião da Caparica
- Fortaleza da Torre Velha ou Torre Velha
- Solar da Quinta de Nossa Senhora da Conceição (incluindo celeiro, pombal, nora e jardim)
- Capela de São Tomás de Aquino ou Ermida de São Tomás de Aquino

## Festas e romarias
- Festas das Colectividades (Junho)
- Festas Populares do Monte de Caparica (Julho e Agosto)

## Gastronomia
- Amêijoas à Bulhão Pato
- Cadelinhas com alho